# 闵行区
闵行区是中华人民共和国上海市的一个地级市轄區，位於上海市的中部，形似一把“钥匙”，成立于1992年9月26日，占地371.68平方公里。由于该区辖区多继承自上海县，而该县辖区呈新月形半包市区，因此，闵行也被称为“上海市区的西南门户”。區人民政府駐莘庄镇沪闵公路6258号。
闵行区辖区南北跨度较大，与浦东新区、徐汇区、长宁区、嘉定区、松江区、青浦区、奉贤区接壤，与虹桥经济技术开发区、漕河泾高新技术产业开发区相连，闵行经济技术开发区、虹桥商务区坐落在区域内，而虹桥国际机场位于区境东北边缘。
闵行区辖区内有多所在中国乃至世界知名的重要高等学府，包括上海交通大学和华东师范大学，并有许多三资企业。

## 历史溯源
距今約3200至3900年前，已经有先民在今闵行区西部马桥地区生活，被命名为馬橋文化。馬橋文化繼承了少量良渚文化的文化因素，而且整類良渚文化因素在馬橋文化中不占主導地位。但重要的是，该村落在当时已经出現刀、鑿、鏃等小件青銅器。雖未發現鑄銅工具，但預示著古上海及長江下游開始進入青銅器時代。发现马桥遗址，将上海地区的成陆史上推2000年。2013年，在上海市文物局未上报的情况下，该遗址被中华人民共和国国务院直接命名为全国重点文物保护单位。

## 得名由来

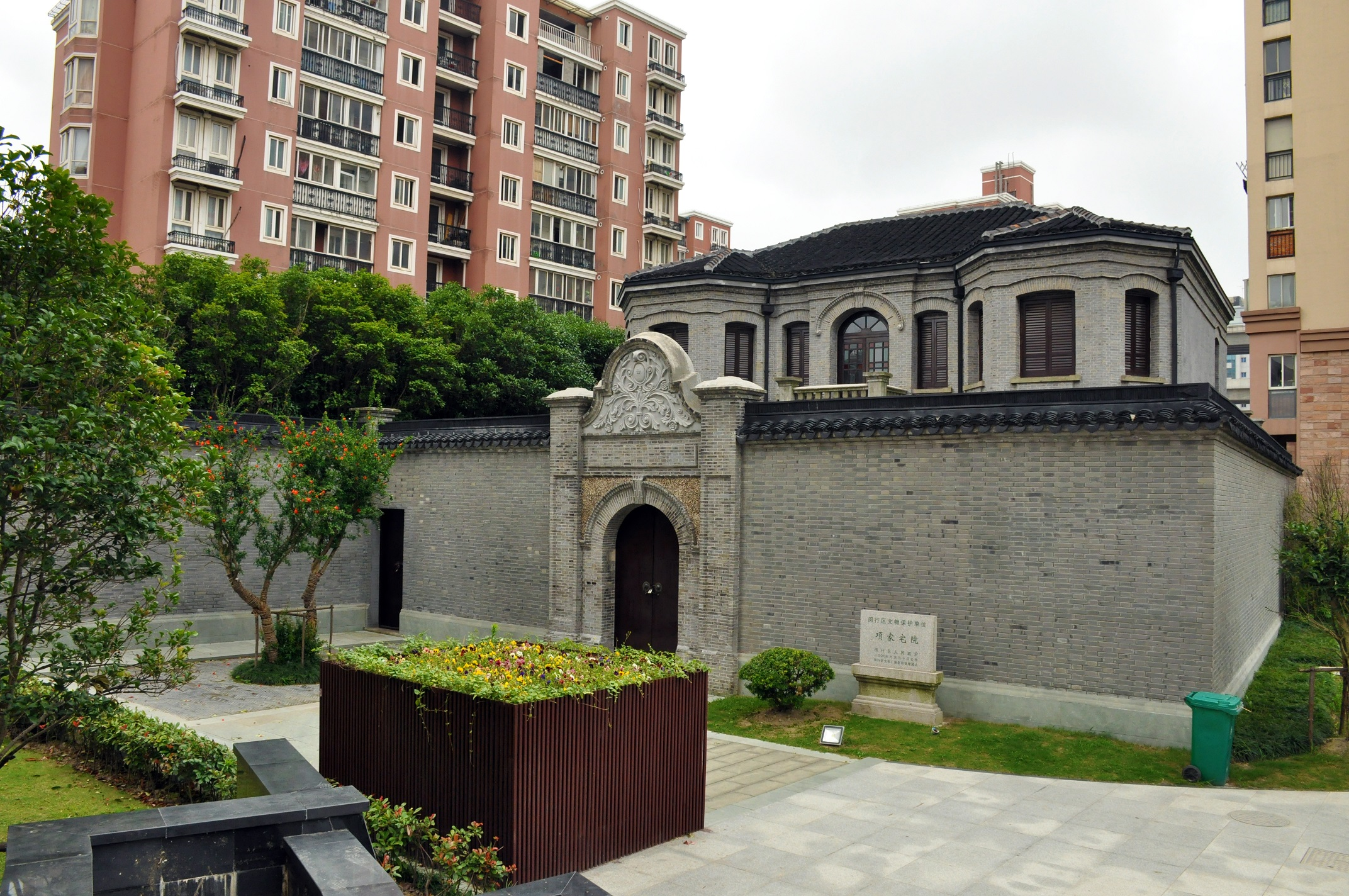
项家宅院旧址，闵行区文物保护单位

闵行（亦称敏行）处于上海县的南界、松江府的东北面，得名似与黄浦江在此水流湍急有关。因其地势较高、不遭水患，传有“三世修来住在闵行前”之谚。但从元延祐七年和至正三年分别建有洞真道院、度门寺及明洪武六年利用民居建立黄浦巡检司署推断，元末明初该地已具集镇雏型。明弘治年间開始有敏行這一稱呼，正德七年（1512年）首次出現闵行這一稱呼。至清朝晚期，这里已是商贸兴盛之地。1928年市县分治后，闵行镇为上海县首镇，店铺林立，市面繁荣，人称“小上海”。1950年代，上海市开始建设闵行工业区；1980年代，闵行卫星城大开发，老镇因此被拆毁，留下的项家老宅旧址、节孝坊等遗址，现均为闵行区文物保护单位。在1991年新的闵行区建立后，原来的闵行镇区域被对应称为“老闵行”。2000年10月撤销华坪路、碧江路两个街道办事处，成立江川路街道办事处。

## 区划沿革

### 上海县时期
闵行区在明清时期即为松江府属下的上海县辖区。明弘治年间，原闵行老街区域始有敏行之称，正德七年（1512年）始称闵行。
1930年，国民政府将上海城区从上海县析出，成立上海特别市（院辖市），原上海县政府遂从南市老城厢（现属黄浦区）移治闵行镇，仍属江苏省。上海解放后，上海县先后归属苏南行署区、江苏省。

### 多次分治

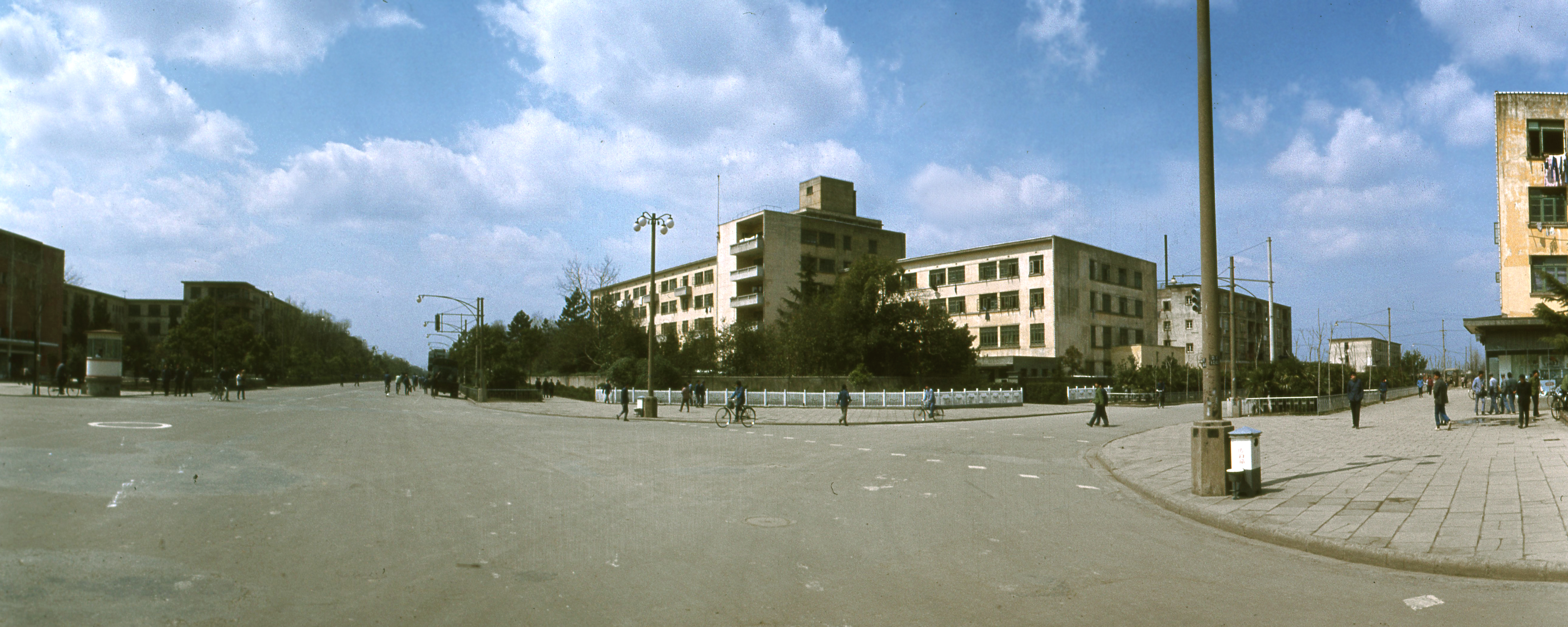
1978年的闵行区

1958年，江苏省松江专区下属各县（包括上海县）划归上海市管辖；1958年8月，西郊区诸翟、宝北、宝南、莘庄、朱行、西郊六个乡，七宝镇全部和虹桥、华村、上中、华漕四个乡部分地区划入县境；10～11月，嘉定县纪王乡吴淞江以南的五个高级农业生产合作社所辖地区，徐汇区龙华、漕河泾两镇及长宁区北新泾镇划归县辖。
1959年从当时的上海县析出吴泾工业区和闵行镇（即闵行卫星城）两块互不相连的区域为闵行区。1964年，闵行区撤销并入徐汇区，并成为徐汇区的飞地，后1981年又恢复闵行区建制，辖区与1959年辖区一致。

### 改革开放
1981年北新泾镇、新泾公社、虹桥公社部分地共0.45平方公里划属长宁区，1982年曹行、塘湾、北桥、马桥等4公社的15个大队29.92平方公里划属闵行区。1984年9月，上海县漕河泾、龙华、北新泾3镇及龙华、梅陇、虹桥、新泾、北桥5乡177个生产队共49.98平方公里划属上海市区。
1986年8月29日，国务院同意，上海县成立闵行经济技术开发区，并由虹桥乡析出部分土地给长宁区成立虹桥经济技术开发区，后成立长宁区虹桥街道管理这一区域。1988年，由上海县虹桥乡析出的部分土地，成立漕河泾新兴技术开发区，即田林街道、漕河泾街道部分和虹梅路街道全境。

### 新的闵行区
1992年9月26日，经国务院批准，撤销上海县、闵行区，建立新的闵行区，区人民政府驻莘庄镇。辖4个街道、14个乡、3个镇。1993年，三林乡划出，全部移交浦东新区。
1994年，虹四和西郊两个村复归虹桥镇，闵行、长宁按徐虹支线重划区界，程家桥街道与虹桥镇的界限因之而定。
至1997年，经过撤乡建镇之后，辖有华坪路、吴泾、碧江路、龙柏新村、航华新村等5个街道，诸翟、华漕、纪王、杜行、陈行、鲁汇、虹桥、梅陇、曹行、塘湾、颛桥、北桥、马桥、七宝、莘庄等15个镇，总面积378.4平方公里，人口52.6万。
2000年10月8日，上海市人民政府下发文件，批准闵行区镇、街道行政区划调整方案。除马桥、莘庄、七宝、虹桥四个镇和古美街道保留原建制不变外，撤销陈行、杜行、鲁汇3镇建立浦江镇，撤销纪王、诸翟、华漕三镇建立新的华漕镇，撤销颛桥、北桥两镇建立新的颛桥镇，撤销梅陇、曹行二镇建立新的梅陇镇，撤销吴泾街道和塘湾镇建立吴泾镇，撤销华坪和碧江两街道建立江川路街道，撤销龙柏和航华两街道建立新的龙柏街道。
2010年，龙柏街道撤销并改为新虹街道后，闵行区下辖3街道、9个镇、1个市级工业区，分别为：江川路街道、古美路街道、新虹街道、莘庄镇、七宝镇、颛桥镇、华漕镇、虹桥镇、梅陇镇、吴泾镇、马桥镇、浦江镇、莘庄工业区。
2015年6月16日，上海市人民政府批复同意建立浦锦街道，行政区域范围为：东至浦星路，南至丰收村和亭子村南面现有村界，西至黄浦江，北至浦东新区范围；面积约23.99平方公里。
截至2017年，闵行区下辖下列乡级行政区：江川路街道、古美路街道、新虹街道、浦锦街道、莘庄镇、七宝镇、颛桥镇、华漕镇、虹桥镇、梅陇镇、吴泾镇、马桥镇、浦江镇和莘庄工业区。

## 城市形象

### 口号与标志
闵行区是上海市各个行政区中首个进行视觉形象宣传的区。闵行区的城市形象被定位为“魅力都市、绿色家园”，官方英语翻译为。闵行区城市形象标识被称作“联结的力量”，由“闵”字抽象变形而来，构成两个相互交织、协力向上的箭头，表示人与人的联结、自然与城市的联结、现实与梦想的联结。

### 吉祥物
为创建第五批全国文明城区，闵行区推出了吉祥物“美美”和“好好”，是两只蜜蜂，配色以闵行区城市形象标识的颜色，腹部带有闵行区城市标志。但是，该区创建第五批全国文明城区的工作暂未成功。

## 自然地理

### 地理位置
闵行区位于上海市地域腹部，形似一把“钥匙”，地处北纬31.071度，东经121.405度。地域大致继承原上海县：东接徐汇区、浦东新区；南隔黄浦江与奉贤区、松江区南部相望；西接松江区、青浦区；北邻长宁区、嘉定区；虹桥国际机场位于区境东北部。吴淞江流经北境，黄浦江横穿南北，将闵行分为浦东部分和浦西部分两部分。

### 气候条件
闵行区属亚热带季风气候，四季分明，日照足，雨量适中，无霜期较长。春暖秋爽、夏炎冬寒。全年雨量适中，季节分配均匀。冬季受西伯利亚高压控制，盛行西北风，寒冷干燥；夏季多瘦西太平洋副热带高压控制，多东南风，暖热湿润；春秋是季风的转变期，多低温阴雨天气。
| 闵行(1981−2010)      | 闵行(1981−2010) | 闵行(1981−2010) | 闵行(1981−2010) | 闵行(1981−2010) | 闵行(1981−2010) | 闵行(1981−2010) | 闵行(1981−2010) | 闵行(1981−2010) | 闵行(1981−2010) | 闵行(1981−2010) | 闵行(1981−2010) | 闵行(1981−2010) | 闵行(1981−2010) |
| 月份                 | 1月             | 2月             | 3月             | 4月             | 5月             | 6月             | 7月             | 8月             | 9月             | 10月            | 11月            | 12月            | 全年            |
| -------------------- | --------------- | --------------- | --------------- | --------------- | --------------- | --------------- | --------------- | --------------- | --------------- | --------------- | --------------- | --------------- | --------------- |
| 平均高温 °C（°F）    | 8.3 (46.9)      | 10.0 (50.0)     | 13.7 (56.7)     | 19.5 (67.1)     | 24.9 (76.8)     | 27.9 (82.2)     | 32.1 (89.8)     | 31.6 (88.9)     | 27.8 (82.0)     | 23.1 (73.6)     | 17.4 (63.3)     | 11.2 (52.2)     | 20.6 (69.1)     |
| 日均气温 °C（°F）    | 4.3 (39.7)      | 5.9 (42.6)      | 9.5 (49.1)      | 14.9 (58.8)     | 20.2 (68.4)     | 24.1 (75.4)     | 28.2 (82.8)     | 27.9 (82.2)     | 24.0 (75.2)     | 18.8 (65.8)     | 12.9 (55.2)     | 6.7 (44.1)      | 16.5 (61.6)     |
| 平均低温 °C（°F）    | 1.2 (34.2)      | 2.7 (36.9)      | 6.1 (43.0)      | 11.1 (52.0)     | 16.4 (61.5)     | 21.1 (70.0)     | 25.3 (77.5)     | 25.1 (77.2)     | 20.9 (69.6)     | 15.2 (59.4)     | 9.2 (48.6)      | 3.1 (37.6)      | 13.1 (55.6)     |
| 平均降水量 mm（）    | 59.3 (2.33)     | 61.5 (2.42)     | 103.8 (4.09)    | 83.9 (3.30)     | 103.2 (4.06)    | 171.6 (6.76)    | 152.9 (6.02)    | 164.7 (6.48)    | 127.1 (5.00)    | 57.5 (2.26)     | 55.6 (2.19)     | 39.6 (1.56)     | 1,180.7 (46.47) |
| 平均相對濕度（％）   | 76              | 76              | 76              | 76              | 77              | 82              | 81              | 82              | 80              | 77              | 76              | 74              | 78              |
| 来源：中国气象数据网 |                 |                 |                 |                 |                 |                 |                 |                 |                 |                 |                 |                 |                 |

### 地形地势
闵行区全境为冲积平原，仅西部冈身部分略高。海拔平均高度在4米左右，地势平坦，略呈东高西低。

## 经济发展

### 生产总值
2016年，闵行区实现地区生产总值2101.26亿元，比上年增长7.0%。其中，第一产业增加值1.47亿元，增长5.2%；第二产业增加值1031.37亿元，增长1.7%；第三产业增加值1068.43亿元，增长12.5%。
2016年，闵行区生产总值中第一、第二和第三产业增加值的比例为0.1:49.1:50.8。服务业税收占总税收的比重为62.2%。

### 财政收入
2016年，闵行区实现财政总收入686.30亿元，比上年增长9.3%，其中区级财政收入257.18亿元，比上年增长20.0%。

### 科技产业
闵行区有较为发达的园区经济，域内高新技术产业园区有紫竹国家高新区、张江国家自主创新示范区漕河泾分园和张江国家自主创新示范区闵行分园等。2016年，高新园区完成工业总产值2216.54亿元，第三产业主营业务收入1249.85亿元。全年上缴税金229.10亿元。
2005年，上海航天城在莘庄工业区开建，该园区整合了中国航天在上海的诸多研究机构，东依中春路，南靠元江路，西傍北竹港，北邻横沙河，建筑面积30万平方米。2008年2月，上海航天城一期工程建成启用；2012年，航天城二期工程启用。该园区为闵行区“十一五”计划的一部分，形成了“航天闵行”的形象。

## 人口和期望寿命
根据2010年第六次全国人口普查结果，全区户籍人口971,800人，常住人口2,429,372人。2016年，居民期望寿命83.71岁，其中男性81.35岁，女性86.22岁。居民平均期望寿命达到世界发达国家的中等水平。
根據第七次全国人口普查數據，截至2020年11月1日零時，閔行區常住人口2653489人。

## 社会事业

### 教育

#### 高等教育
闵行区拥有两所985、211院校的总部，分别为历史悠久、学科门类齐全的综合型大学上海交通大学、师范专业见长的综合型大学华东师范大学，均位于东川路上。由于两所院校均闵行区南部地区，距上海市区较远且开发较晚，上海交大和华东师大的闵行校区被这两所学校的学生戏称为“闵大荒”（类比北大荒）。

#### 中等、初等教育
2016年末，闵行区共有中学、小学、幼儿园、中职校、工读学校、特殊教育学校329所，在校学生22.27万人，全区教职工2.38万人，其中专任教师1.61万人。全区3-6岁幼儿入园率为99.3%，义务教育入学率达100%，高中阶段入学率为98.5%。其中，拥有上海市七宝中学、上海市闵行中学等及上海市向明中学浦江校区等较为知名的上海市实验性示范性高中（校区），文来中学初中部、上宝中学等较为知名的初级中学以及闵行区实验小学等较为知名的小学。

### 公共卫生
截至2016年末，闵行区有公立医疗卫生机构28个。医院共22个，其中三级甲等1个（由国家卫生和计划生育委员会直属的复旦大学附属儿科医院）、三级乙等综合性医院1个（复旦大学附属第五人民医院）、精神病学三级甲等专科医院1个（上海市精神卫生中心闵行院区），专业卫生技术人员8641人，实有床位6274张。全年医疗机构完成诊疗1701万人次，婴幼儿死亡率2.06‰，甲乙类传染病发病率142.40/10万，控制在较低水平。
闵行区也是国家卫生计生委指定的国家居民健康卡试点发放地区之一。

### 城市绿化
截至2016年底，闵行区拥有各类绿地8701公顷、林地6843公顷、立体绿化52公顷、公园23座，森林覆盖率达到16.0%，人均公园绿地面积9.4平方米。

### 文化事业
闵行区各镇、街道均设置了综合性的文化中心，功能包括文化展演、体育活动、图书馆等。此外，闵行区人民政府在莘庄镇南部建设了闵行春申文化广场，安置了闵行区青少年活动中心、闵行博物馆（新馆在七宝镇闵行文化公园地块内建设中，暂时安置）、闵行区档案馆、上海城市剧院、闵行区图书馆等设施。闵行区图书馆为中华人民共和国国家一级图书馆。

### 体育事业
上海大師賽（Shanghai ATP Masters 1000）是每年在上海舉辦的男子網球賽事，為ATP大師賽的其中一站。主要比賽場館是上海旗忠森林體育城網球中心，簡稱旗忠網球中心，位於上海閔行區馬橋鎮旗忠村，其場館設施先進，座位超過15000個，號稱世界三大網球場館之一。該項賽事於2009年升級為ATP世界巡迴賽的九大大師杯1000公開賽之一，成為在亞洲唯一的，等級最高的網球盛典。
旗忠花園高爾夫俱樂部自2018年起，是高爾夫球賽事别克LPGA锦标赛上海站的舉辦場地。
上海市第二体育运动学校坐落于该区的莘庄镇，是上海市主要的运动员训练基地，以培养出了前田径运动员刘翔而知名。
另有闵行体育公园，是上海市第一座以“体育”命名的体育主题公园，是上海西南地区最大的综合性公园。闵行体育馆、热带风暴水上乐园坐落于此。该公园获国家旅游局评选国家AAA级旅游景区称号，于2004年1月开始对外免费开放。

### 購物中心
- 凯德龙之梦闵行广场：位于七莘路与沪闵路的交界处，2010年12月底試營業。但是凯德龙之梦闵行购物中心已于2021年正式更名为凯德闵行商业中心。[51][52]

## 交通
作为上海市的西南门户，闵行区交通设施较多。下文列出闵行区交通概况。

### 地面交通

#### 公共汽电车
截至2016年末，闵行区域内有公交线路231条，其中区域性线路80条，过境公交线路151条，公交线网密度达到1.785公里/平方公里。

#### 快速公交系统
目前闵行区境内有一条准快速公交系统，已经于2017年2月1日开通试运营，即延安路中运量公交系统工程，运行中运量71路及其区间车。线路由申昆路枢纽站开始，沿沪青平公路和延安路行驶，在闵行区境内经停申昆路枢纽站至外环路站路段。
另有一条快速公交线路——南桥新城快速公交正在建设中。该线路被称为“上海市第一条BRT”，规划自南桥汽车站到东方体育中心站，目前开建沈杜公路站到南桥新城段。原计划于2015年通车，但建设中存在进度缓慢的问题，有些路段改造完成，有些路段甚至没有招标，影响了整体进度。

#### 公共自行车
闵行区是上海市第一个引入公共自行车网络的区县。自2009年起，由政府委托永久自行车运营。自2013年8月，取消诚信卡“全免费”制度，市民只需在指定的中国农业银行网点办理具有公共自行车租赁功能的银行卡，存入200元押金、100元储值就可以在区内任一租赁点租借自行车；使用过后，只需把自行车送至区内任一网点归还即可。为提高公共自行车周转率，使用中首小时免费，超过一小时以1元每小时计费，每天5元封顶。2013年，该项目获得法国“人居环境保护奖”。
2015年起，闵行公共自行车网络陆续对自行车进行了升级换代。目前，全区14个镇、街道和莘庄工业区均布设了公共自行车网点，共建设自行车网点686个，自行车办卡量9.3万张，共投放自行车2万辆。但由于受到运营维护管理合同到期等因素的影响，闵行公共自行车已于2020年6月1日停止运营。

### 轨道交通

#### 上海地铁

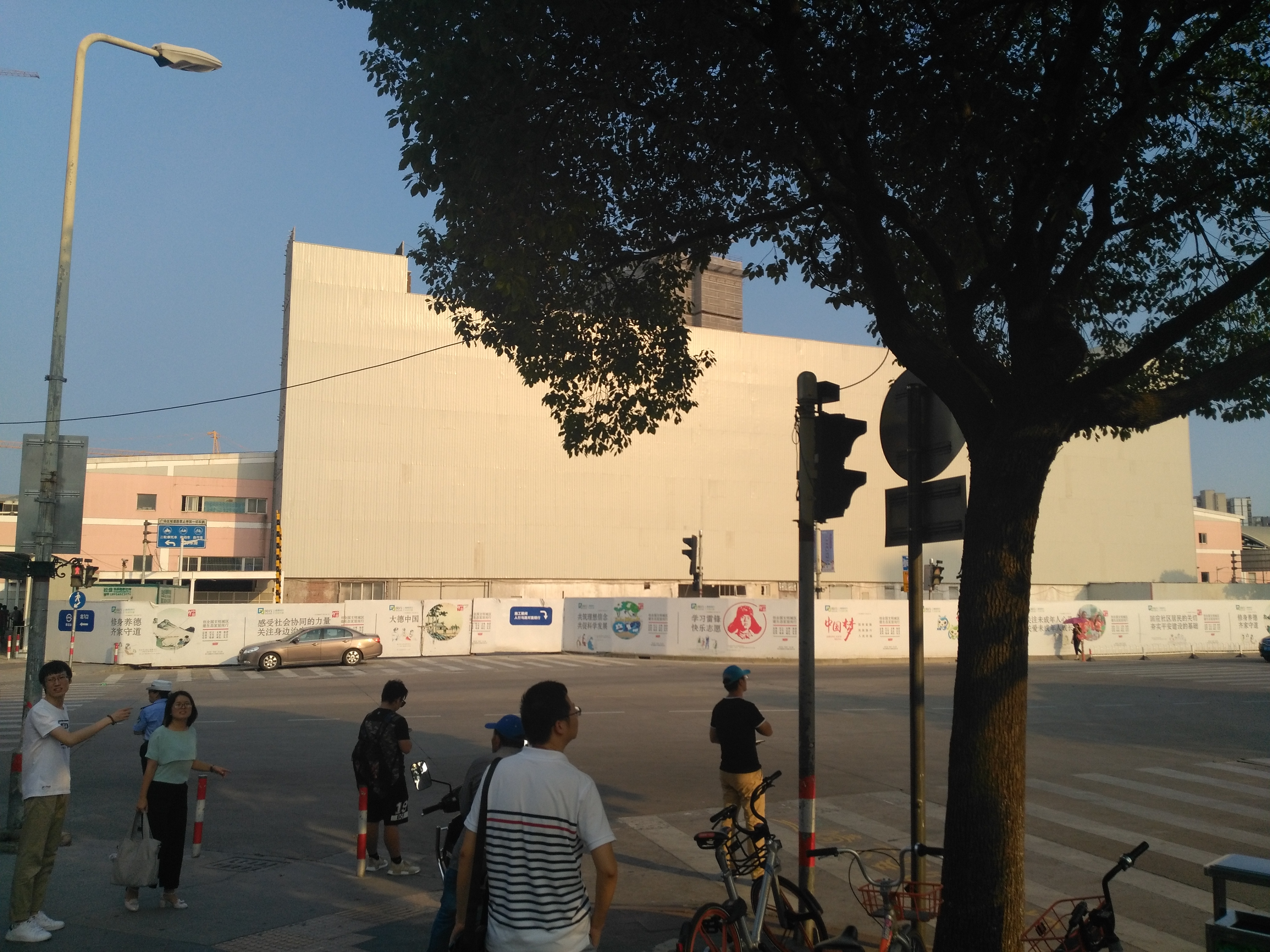
被拆除裙楼、进行上盖改造的莘庄地铁站(北广场)

闵行区内有较高密度的轨道交通线路，但多为东西向线路。目前，除莘庄站和虹桥火车站站、虹桥二号航站楼站外，均不是换乘车站。
- █ 1号线：莘庄站 - 蓮花路站
- █ 2号线：虹桥火车站站 - 虹桥二号航站楼站
- █ 5号线：莘庄站 - （主线）江川路站、（支线）闵行开发区站
- █ 8号线：芦恒路站 - 沈杜公路站
- █ 9号线：中春路站 - 合川路站
- █ 10号线：（主线）虹桥火车站站 - 虹桥二号航站楼站、（支线）龙柏新村站 - 航中路站
- █ 12号线：七莘路站 - 东兰路站
- █ 13号线: 纪翟路站 - 运乐路站（建设中）
- █ 15号线：吴中路站、虹梅南路站 - 紫竹高新区站
- █ 17号线：虹桥火车站站
- █ 19号线（规划中）
- █ 23号线（建设中）: 龙吴路站—闵行开发区站
- █ 浦江线：沈杜公路站 - 汇臻路站

#### 上海市域铁路
- █ 市域机场线：虹桥2号航站楼站 - 景洪路站
- █ 市域嘉闵线：天山路站 - 银都路站（建设中）

#### 国家铁路

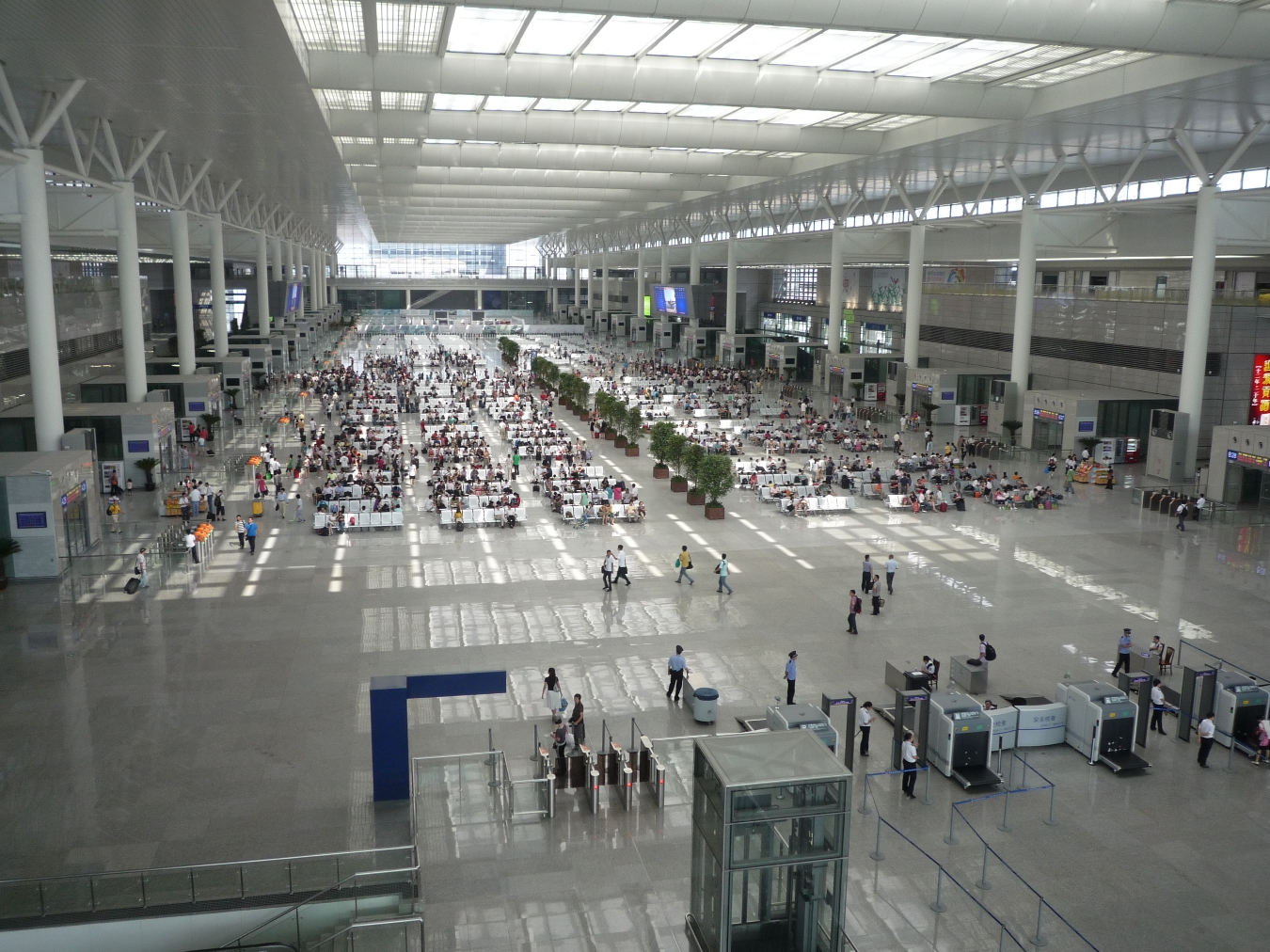
上海虹橋站候车大厅

闵行区内有较多的铁路。以下为闵行区内主要铁路线和相关站点：
- 沪昆铁路上海南线暨金山铁路： 莘庄站
- 沪杭铁路外环线：李家塘站—七宝站
- 沪宁城际铁路、京沪客运专线、沪昆客运专线、沪苏湖高速铁路：上海虹桥站
- 新闵线：闵行站

#### 有轨电车
目前，有在虹桥商务区内设置有轨电车的设想，在虹桥商务区青浦一侧已有规划，称西虹桥有轨电车，惟新虹街道所处的商务区核心区内部一侧的规划目前未定案。

### 航空

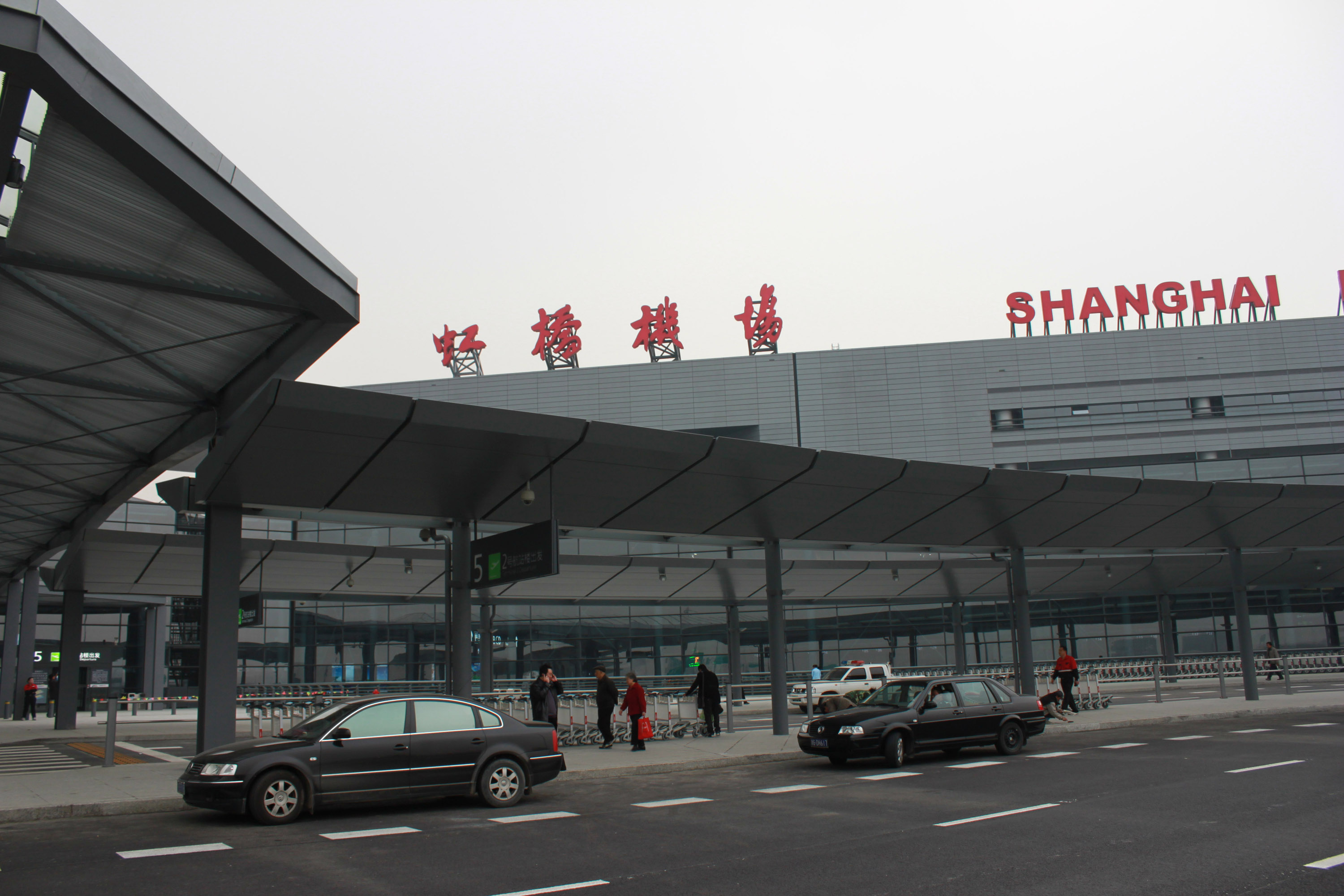
上海虹桥国际机场2号航站楼前臨停接送區，停靠公交虹桥枢纽4路、835路等线路

上海虹桥国际机场经过扩建，称为虹桥综合交通枢纽，新建的二号航站楼位于闵行区境内。目前，大部分航空公司都入驻于二号航站楼。
2015年，虹桥国际机场旅客吞吐量超3900万人次，货邮吞吐量逾43万吨位，均位列中国大陆第六。

### 国道、高速公路与城市快速路
闵行区扼守上海市区西南大门，位于莘庄镇的莘庄立交是上海最大的立交。有较多的高速公路和城市快速路穿越其境界，或实际起始于该区：
- 南北向： 沪金高速公路、中环路-虹梅南路高架路、虹桥枢纽配套高架（虹渝高架路、虹翟高架路、嘉闵高架路）
- 东西向： 沪昆高速-沪闵高架路、 申嘉湖高速公路、 沪渝高速-延安高架路、 沪常高速公路-北翟高架路、虹桥枢纽配套高架（建虹高架路、扬虹高架路）、 318国道沪青平公路：虹桥路—小涞港
- 其他： 上海外环高速公路、 320国道沪闵公路-北松公路：莘庄立交西端—俞塘

### 越江设施
闵行区继承原上海县和闵行区的大部分地域，地跨浦江两岸，目前有如下已投用或在建的越江设施。

#### 公路越江
- 奉浦大桥（ 沪金高速公路）
- 闵浦大桥（ 申嘉湖高速公路和浦锦西路）
- 闵浦二桥（沪闵公路-沪杭公路兼 █ 5号线）

#### 城市道路越江
- 虹梅南路隧道（虹梅南路—金海公路）
- 闵浦三桥（又称昆阳路越江大桥，两层结构，上层供机动车辆通行，下层供行人、非机动车通行）

#### 轮渡越江
- 西闵线轮渡（西渡—闵行）
- 陈车线轮渡（陈行—车沟渡）
- 杜吴线轮渡（杜行—吴泾）

## 风景名胜

### 人文景观
闵行区内有七宝老街（位于七宝镇）、召稼楼（位于浦江镇）等古镇类旅游景点。此外，锦江乐园（位于梅陇镇）、韩湘水博园（位于马桥镇）、闵行体育公园（位于七宝镇）、老外街（徐虹支线遗址，位于虹桥镇）等公园类景点。

### 文物保护
全国重点文物保护单位
- 上海马桥遗址

上海市文物保护单位
漕宝路七号桥碉堡（七宝镇闵行文化公园内）、民国上海县政府旧址、上海普慈疗养院旧址（今上海市精神卫生中心）、南张天主堂。